# Resistencia cruzada
La resistencia cruzada es cuando algo desarrolla resistencia a varias sustancias que tienen un mecanismo de acción similar. Por ejemplo, que cierto tipo de bacteria desarrolla resistencia a un antibiótico. Esa bacteria también tiene resistencia a varios otros antibióticos que se dirigen a la misma proteína o usan la misma ruta para ingresar a la bacteria. Un ejemplo real de resistencia cruzada ocurrió con el ácido nalidíxico y la ciprofloxacina, que son ambos antibióticos quinolónicos. Cuando las bacterias desarrollaron resistencia a la ciprofloxacina, también desarrollaron resistencia al ácido nalidíxico porque ambos fármacos actúan inhibiendo la topoisomerasa, una enzima clave en la replicación del ADN. Debido a la resistencia cruzada, los tratamientos antimicrobianos pueden perder rápidamente su eficacia contra las bacterias.